# 선호 (경제학)

3개의 상품의 선호 순서를 나타난 간단 예시. 오렌지가 바나나보다 더 선호되고 사과가 오렌지보다 더 선호된다.

선호(preference)는 경제학 및 기타 사회과학에서 대리인이 상대적인 유용성을 기준으로 대안의 순위를 매기는 순서를 나타낸다. 이 프로세스는 "최적의 선택"(실제적이든 이론적이든)을 가져온다. 선호는 일반적으로 실제 추론과 관련된 평가 및 가치 문제에 관한 것이다. 개인의 선호도는 상품 가격, 개인 소득, 상품 가용성이 아닌 순전히 개인 취향에 따라 결정된다. 그러나 사람들은 여전히 자신의 최선의 (합리적) 이익을 위해 행동할 것으로 기대된다. 이러한 맥락에서 합리성은 개인에게 선택이 주어졌을 때 자기 이익을 최대화하는 옵션을 선택하도록 지시한다. 더욱이, 모든 대안들의 집합에서 선호도가 발생한다.
선호의 개념은 도덕 철학과 의사 결정 이론을 포함한 많은 분야에서 핵심적인 역할을 한다. 선호가 갖는 논리적 특성은 합리적 선택 이론에도 큰 영향을 미치며, 이는 결국 모든 현대 경제 주제에 영향을 미친다.
사회과학자들은 과학적인 방법을 사용하여 인간 행동의 인과적 기반을 설명하거나 미래 행동을 예측하기 위해 사람들이 실제적인 결정을 내리는 방법을 모델링하는 것을 목표로 한다. 경제학자들은 일반적으로 개인 선호의 구체적인 원인에는 관심이 없지만 선택 이론은 경험적 수요 분석에 배경을 제공하기 때문에 관심이 있다.
선호의 안정성(Stability of preference)은 대부분의 경제 모델 뒤에 숨어 있는 깊은 가정이다. 게리 베커(Gary Becker)는 "행동의 극대화, 시장 균형, 안정적인 선호라는 결합된 가정이 가차 없이 그리고 확고하게 사용되는 것이 그대로 경제적 접근 방식의 핵심을 형성한다"고 말하면서 이에 주목했다. 적응적 선호의 보다 복잡한 조건은 Carl Christian von Weizsäcker가 그의 논문 "적응적 선호의 복지 경제학"(2005)에서 탐구하면서 다음과 같이 언급했다. 전통적인 신고전파 경제학은 경제에서 행위자의 선호가 고정되어 있다는 가정을 바탕으로 작업해 왔다. 이 가정은 신고전파 경제학 밖에서도 항상 논쟁의 여지가 있었다.

## 같이 보기
- 행동경제학
- 현시선호이론
- 시간선호
- 무차별 곡선
- 합리적 선택 이론